# Plesiastrea
Genre
Plesiastrea est un genre de scléractiniaires (coraux durs). Bien que parfois assigné à la famille des Faviidae, ce genre est actuellement considéré comme de position incertaine au sein de l'arbre phylogénique des coraux durs .

## Liste des espèces
Le genre Plesiastrea comprend les espèces suivantes :
| Selon World Register of Marine Species (24 juillet 2015) : - Plesiastrea versipora (Lamarck, 1816) | Selon ITIS (24 juillet 2015) : - Plesiastrea versipora (Lamarck, 1816) |

Selon Paleobiology Database (24 juillet 2015) :
- Plesiastrea costata
- Plesiastrea fungiformis
- Plesiastrea grayi
- Plesiastrea incerta
- Plesiastrea microcalyx
- Plesiastrea moravica
- Plesiastrea sulcatilamellosa
- Plesiastrea versipora